# جوزيف إف. إكس. زهرة
جوزيف إف. إكس. زهرة (بالإنجليزية: Joseph F. X. Zahra)‏ هو اقتصادي مالطي، ولد في 3 ديسمبر 1955.